# Globus d'Or del 2017
La 74a cerimònia dels Globus d'Or, organitzada per la Hollywood Foreign Press Association, va tenir lloc el 8 de gener de 2017 i va premiar els films i sèries difosos l'any 2016, així com els professionals distingits aquell any..
Ha estat presentada per primera vegada pel presentador de televisió Jimmy Fallon, i ha estat difosa per la xarxa NBC.
Les nominacions van ser anunciades el 12 de desembre de 2016.
El Premi Cecil B. DeMille va ser atribuït a Meryl Streep per premiar el conjunt de la seva carrera.

## Presentadors i intervinents

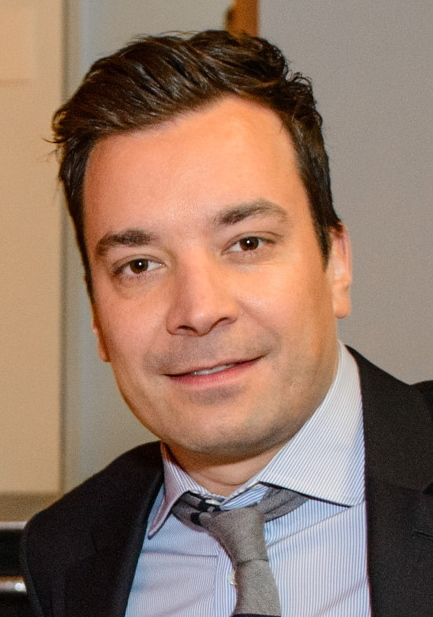
Jimmy Fallon, hoste de la cerimònia.

## Palmarès

### Cinema

#### Globus d'Or a la millor pel·lícula dramàtica
- Moonlight
  - Comancheria (Hell or High Water)
  - Lion
  - Manchester by the Sea
  - Hacksaw Ridge

#### Globus d'Or a la millor pel·lícula musical o còmica
- La La Land
  - 20th Century Women
  - Deadpool
  - Florence Foster Jenkins
  - Sing Street

#### Globus d'Or al millor director
- Damien Chazelle per a la La Land
  - Tom Ford per a Nocturnal Animals
  - Mel Gibson per a Hacksaw Ridge
  - Barry Jenkins per a Moonlight
  - Kenneth Lonergan per a Manchester by the Sea

#### Globus d'Or al millor actor dramàtic
- Casey Affleck per al paper de Lee Chandler a Manchester by the Sea
  - Joel Edgerton per al paper de Richard Loving a Loving
  - Andrew Garfield per al paper de Desmond Doss a Hacksaw Ridge
  - Viggo Mortensen per al paper de Ben a Captain Fantastic
  - Denzel Washington per al paper de Troy Maxson a Fences

#### Globus d'Or a la millor actriu dramàtica
- Isabelle Huppert per al paper de Michèle Leblanc a Elle
  - Amy Adams per al paper de Louise Banks a Arrival
  - Jessica Chastain per al paper d'Elizabeth Sloane a Miss Sloane
  - Ruth Negga per al paper de Mildred Loving a Loving
  - Natalie Portman per al paper de Jacqueline Kennedy a Jackie

#### Globus d'Or al millor actor musical o còmic
- Ryan Gosling per al paper de Sebastian a la La Land
  - Colin Farrell per al paper de David a The lobster
  - Hugh Grant per al paper de St. Clar Bayfield a Florence Foster Jenkins
  - Jonah Hill per al paper de Efraim Diveroli a War Dogs
  - Ryan Reynolds per al paper de Wade Wilson / Deadpool a Deadpool

#### Globus d'Or a la millor actriu musical o còmica
- Emma Stone per al paper de Mia Dolan a la La Land
  - Annette Bening per al paper de Dorothea a 20th Century Women
  - Lily Collins per al paper de Marla Mabrey a Rules Don't Apply
  - Hailee Steinfeld per al paper de Nadine Byrd a The Edge of Seventeen
  - Meryl Streep per al paper de Florence Foster Jenkins a Florence Foster Jenkins

#### Globus d'Or al millor actor secundari
- Aaron Taylor-Johnson per al paper de Ray Marcus a Nocturnal Animals
  - Mahershala Ali per al paper de Juan a Moonlight
  - Jeff Bridges per al paper de Marcus Hamilton a Comancheria (Hell or High Water)
  - Simon Helberg per al paper de Cosme Mc Moon a Florence Foster Jenkins
  - Dev Patel per al paper de Saroo Brierley a Lion

#### Globus d'Or a la millor actriu secundària
- Va Violar Davis per al paper de Rosa Maxson a Fences
  - Naomie Harris per al paper de Paula a Moonlight
  - Nicole Kidman per al paper de Sabuda Brierley a Lion
  - Octavia Spencer per al paper de Dorothy Vaughan a Hidden Figures
  - Michelle Williams per al paper de Randi a Manchester by the Sea

#### Globus d'Or al millor guió
- La La Land per Damien Chazelle
  - Nocturnal Animals – Tom Ford
  - Moonlight – Barry Jenkins
  - Manchester by the Sea – Kenneth Lonergan
  - Comancheria (Hell or High Water) – Taylor Sheridan

#### Globus d'Or a la millor cançó original
- City of Stars a la La Land Justin Hurwitz, Pasek and Paul
  - Can't Stop the Feeling! als Trolls (Trolls) – Max Martin, Shellback i Justin Timberlake
  - Faith a Sing – Ryan Tedder, Stevie Wonder i Francis Farewell Starlite
  - Gold a Gold – Stephen Gaghan, Danger Mouse, Daniel Pemberton i Iggy Pop
  - How Far I'll Go a Moana – Lino-Manuel Miranda

#### Globus d'Or a la millor banda sonora original
- La La Land de Justin Hurwitz
  - Moonlight – Nicholas Britell
  - Primer Contacte (Arrival) – Jóhann Jóhannsson
  - Lion – Dustin O'Halloran i Hauschka
  - Hidden Figures – Hans Zimmer, Pharrell Williams i Benjamin Wallfisch

#### Globus d'Or a la millor pel·lícula de parla no anglesa
- Elle de Paul Verhoeven
  - Divines de Houda Benyamina
  - Neruda de Pablo Larraín
  - Forushande d'Asghar Farhadi
  - Toni Erdmann de Maren Ade

#### Globus d'Or a la millor pel·lícula d'animació
- Zootopie 
  - Kubo and the Two Strings
  - Moana
  - La vida d'en Carbassó (My Life has a Zucchini)
  - Sing

### Televisió

#### Globus d'Or a la millor sèrie de televisió dramàtica
- The Crown
  - Game of Thrones
  - Stranger Things
  - This Is Us
  - Westworld

#### Globus d'Or a la millor sèrie de televisió musical o còmica
- Atlanta
  - Black-ish
  - Mozart in the Jungla
  - Transparent
  - Veep

#### Globus d'Or a la millor minisèrie o telefilm
- American Crim Story
  - The Night Of
  - American Crim
  - The Night Manager
  - The Aixecar

#### Millor actor en una sèrie dramàtica
- Billy Bob Thornton per al paper de Billy McBride a Goliath
  - Rami Malek per al paper de Elliot Alderson a Mr. Robot
  - Bob Odenkirk per als papers de Saul Goodman i Jimmy McGill a Better Call Saul
  - Matthew Rhys per als papers de Philip Jennings i Mischa a The Americans
  - Liev Schreiber per al paper de Raymond « Ray » Donovan a Ray Donovan

#### Globus d'Or a la millor actriu en sèrie de televisió dramàtica
- Claire Foy' per al paper d'Elisabet II a The Crow''n
  - Caitriona Balfe per al paper de Clara Fraser a Outlander
  - Keri Russell per al paper d'Elizabeth Jennings a The Americans
  - Winona Ryder per al paper de Joyce a Stranger Things
  - Evan Rachel Wood per al paper de Dolores Abernathy a Ànimes de metall

#### Globus d'Or al millor actor en sèrie de televisió musical o còmica
- Donald Glover per al paper de Earnest « Earn » Marks a Atlanta
  - Anthony Anderson per al paper de Dre Johnson a Black-ish
  - Gael García Bernal per al paper de Rodrigo De Souza a Mozart in the Jungla
  - Nick Nolte per al paper de Richard Graves a Graves
  - Jeffrey Tambor per al paper de Maura Pfefferman a Transparent

#### Globus d'Or a la millor actriu en sèrie de televisió musical o còmica
- Tracee Ellis Ross per al paper de Rainbow Johnson a Black-ish
  - Rachel Bloom per al paper de Rebecca Bunch a Crazy Ex-Girlfriend
  - Julia Louis-Dreyfus per al paper de Selina Meyer a Veep
  - Sarah Jessica Parker per al paper de Frances a Divorci
  - Issa Rae per al paper de Issa Dee a Insecure
  - Gina Rodriguez per al paper de Jane Villanueva a Jane the Virgin

#### Globus d'Or al millor actor en minisèrie o telefilm
- Tom Hiddleston per al paper de Jonathan Pine a The Night Manager
  - Arròs Ahmed per al paper de Nasir Khan a The Night Of
  - Bryan Cranston per al paper de Lyndon B. Johnson a All the Way
  - John Turturro per al paper de John Stone a The Night Of
  - Courtney B. Vance per al paper de Johnnie Cochran Jr a American Crim Story

#### Globus d'Or a la millor actriu en minisèrie o telefilm
- Sarah Paulson per al paper de Marcia Clark a American Crim Story
  - Felicity Huffman per al paper de Leslie Graham a American Crim
  - Riley Keough per al paper de Christine Reade a The Girlfriend Experience
  - Charlotte Rampling per al paper de Frances Turner a London Spy
  - Kerry Washington per al paper d'Anita Hill a Confirmació

#### Millor actor secundari en una sèrie, una mini-sèrie o un telefilm
- Hugh Laurie per al paper de Richard Roper a The Night Manager
  - Sterling K. Brown per al paper de Christopher Darden a American Crim Story
  - John Lithgow per al paper de Winston Churchill a The Crown
  - Christian Slater per al paper de Edward Alderson a Mr. Robot
  - John Travolta per al paper de Robert Shapiro a American Crim Story

#### Millor actriu secundària en una sèrie, una mini-sèrie o un telefilm
- Olivia Colman per al paper de Angela Burr a The Night Manager
  - Lena Headey per al paper de Cersei Lannister a Game of Thrones
  - Chrissy Metz per al paper de Kate Pearson a This Is Us
  - Mandy Moore per al paper de Rebecca Pearson a This Is Us
  - Thandie Newton per al paper de Maeve Millay a Westworld

### Recompenses especials

#### Cecil B. DeMille Award
- Meryl Streep
- Sistine Stallone[1]
- Sophia Stallone[1]
- Scarlet Stallone[1]

## Estadístiques

### Cinema
- 7: La La Land
- 6: Moonlight
- 5: Manchester by the Sea
- 4: Florence Foster Jenkins i Lleó
- 3: No mataràs punt, Comancheria i Nocturnal Animals
- 2: 20th Century Women, Primer Contacte, Deadpool, Ella, Fences, Les Figures de l'ombra, Loving, Vaiana i Tots en escena

### Televisió
- 5: American Crim Story
- 4: The Night Manager
- 3: Black-ish, The Crown, The Night Of, This Is Us i Westworld
- 2: American Crim, Atlanta, Game of Thrones, Mozart in the Jungla, Mr. Robot, Stranger Things, The Americans, Transparent i Veep

### Cinema
- 7/7: La La Land
- 2/2: Ella

### Televisió
- 3/4: The Night Manager
- 2/5: American Crim Story
- 2/2: Atlanta

### Els grans perdedors
- 1/6: Moonlight
- 1/5: Manchester by the Sea